# Route nationale 428
Pour les articles homonymes, voir Route 428.
La route nationale 428, ou RN 428, est une ancienne route nationale française reliant Châtillon-sur-Seine à Saints-Geosmes.
À la suite de la réforme de 1972, la RN 428 a été déclassée en RD 928 en Côte-d'Or et RD 428 en Haute-Marne.

## Ancien tracé
- Châtillon-sur-Seine (km 0)
- Maisey-le-Duc (km 10)
- Vanvey (km 13)
- Voulaines-les-Templiers (km 19)
- Leuglay (km 21)
- Recey-sur-Ource (km 28)
- Colmier-le-Haut (km 38)
- Germaines (km 43)
- Auberive (km 48)
- Saints-Geosmes où elle rejoignait la RN 74 (km 70)